# Braindead
Braindead (nombre alternativo Dead Alive, titulada  en España Braindead: Tu madre se ha comido a mi perro y en Hispanoamérica Muertos de miedo) es una película que mezcla los géneros de terror y comedia con gore, estrenada en 1992 y dirigida por Peter Jackson. Tuvo un presupuesto de 3 millones de dólares, siguiendo la línea gore de películas como Mal gusto y Meet the Feebles hechas por Jackson. Es considerada como una de las películas más sangrientas de la historia.

## Trama
La película se encuentra ambientada en Nueva Zelanda durante los años 1950, y es protagonizada por Lionel Cosgrove (Timothy Balme), un joven que vive junto a su sobreprotectora madre (Elizabeth Moody), haciendo todo lo que esta le ordena. Lionel se enamora de Paquita (Diana Peñalver), una joven gitana española que trabaja en una tienda de la ciudad. Un día, la madre de Lionel le sigue a escondidas a él y a Paquita hasta el zoológico, donde es mordida accidentalmente en el brazo por un mono-rata de Sumatra. El mordisco del animal la va convirtiendo lentamente en un zombi. Lionel está horrorizado, pero de todas formas cuida de ella como lo hacía antes.
El joven trata de llevar una vida normal con su madre, calmándola con tranquilizantes que consigue de un veterinario. Aun cuando su madre asesina a una enfermera y se come al perro de Paquita, Lionel permanece junto a ella, intentando que nadie se dé cuenta de esta situación. La madre de Lionel comienza a infectar a más personas (entre ellos a un sacerdote) y Lionel encierra a los zombis en el sótano de su casa. Las criaturas son descubiertas por Less (Ian Watkin), tío de Lionel, quien lo chantajea para que le dé el testamento de su madre o informará a las autoridades del suceso. Mientras su tío organiza una fiesta en la casa, Lionel inyecta a los zombis con veneno para deshacerse de ellos. Sin embargo, el veneno resultó ser un estimulante animal, y las criaturas adquieren mayor poder.
Los zombis logran salir del sótano y comienzan a asesinar a los invitados de la fiesta. El clímax de la película muestra a Lionel enfrentándose a las criaturas armado con una cortadora de césped. Tras derrotarlos, su madre muta en un monstruo gigantesco y atrapa a Lionel en su abdomen. El joven sale en una especie de segundo nacimiento, cortando el abdomen del monstruo. Finalmente, la madre de Lionel muere al ser absorbida por las llamas de la casa.

## Reparto
- Timothy Balme ... Lionel Cosgrove
- Diana Peñalver ... Paquita María Sánchez
- Elizabeth Moody ... Vera Cosgrove
- Ian Watkin ... Tío Les Kalkon
- Brenda Kendall ... Enfermera Emma McTavish
- Stuart Devenie ... Padre Jon McGruder
- Jed Brophy ... Thomas Jacob Randell
- Stephen Papps ... Zombie Jon McGruder
- Murray Keane ... Pete Otis
- Glenis Levestam ... Sra. Nora Matheson
- Lewis Rowe ... Sr. Albert Matheson
- Elizabeth Mulfaxe ... Rita Bridell
- Harry Sinclair ... Roger Tryton
- Davina Whitehouse ... Mary Sánchez
- Silvio Famularo ... Slaver Don Sánchez

## Producción
Tras finalizar la película Mal gusto (1987), Jackson tenía planeado dirigir una nueva cinta de terror. Sin embargo, debido a problemas de financiamiento decidió hacer Meet the Feebles (1990), una cinta protagonizada por marionetas que mezclaba violencia y sexo. Gracias a la recaudación de aquella cinta, el director pudo concretar Braindead. Jackson era un fanático de las películas que involucraban zombis, siendo influenciado por el trabajo de directores como George A. Romero, Sam Raimi y Stuart Gordon.
El guion fue escrito por Jackson, Stephen Sinclair y Frances Walsh, quienes trabajaron juntos además en Meet the Feebles. Aunque la película está ambientada en los años 1950, las primeras versiones del guion no recogían esta idea. Según Jackson, la decisión fue tomada para hacer más convincente la actitud de Lionel frente a su madre: «Sentimos, con o sin razón, que si era contemporáneo, las audiencias más jóvenes pensarían que él era un completo idiota [...] pero si la ambientábamos en los 50, sería un poco más comprensible».
La elección de Diana Peñalver responde a una decisión personal de Jackson, quien le propuso el papel tras verla en El año de las luces (dirigida por Fernando Trueba) en el Festival de Cannes. El personaje que le tocaba interpretar era de origen latino y la actriz tuvo que viajar a Londres para perfeccionar su nivel de inglés. El nombre «Paquita Sánchez» es un homenaje a la abuela de Peñalver, mientras que el del perro, «Fernando», hace referencia a Fernando Trueba.

## Estreno
La película fue estrenada el 13 de agosto de 1992 en Nueva Zelanda. Fue presentada además en varios festivales de cine, como los de Fantasporto, Munich, Sundance y Toronto. La cinta fue estrenada el 12 de febrero de 1993 en Estados Unidos, bajo el título Dead Alive, y al año siguiente en Argentina y España, como Muertos de miedo y Braindead: Tu madre se ha comido a mi perro, respectivamente.

### Censura
En algunos países como Australia y Gran Bretaña, la cinta fue mostrada sin cortes. En otros países donde se cortaron algunas partes demasiado violentas como en Alemania, la película llegó a los 94 minutos.
En Estados Unidos una versión fue cortada hasta los 85 minutos, mientras que otra hasta los 97.

## Recepción
Braindead ha recibido una respuesta positiva por parte de la crítica cinematográfica. La película posee un 86% de comentarios «frescos» -basado en un total de 21 críticas- en el sitio web Rotten Tomatoes, mientras que en Metacritic recibió un promedio de 54/100. David Stratton de la revista Variety se refirió a ella como «una de las comedias de terror más sangrientas jamás realizadas». Por su parte, Owen Gleiberman de Entertainment Weekly escribió: «Una película en la que los personajes humanos son aburridos, pero las extremidades, ojos, y -especialmente- tractos intestinales tienen una exuberante vida propia». Stephen Holden del periódico The New York Times sostuvo que la película «no daba miedo ni causaba repulsión. Tampoco es divertida. Luego que termina, el baño de sangre de media hora que sirve como clímax para la película se ha convertido en un tedio interminable».
A pesar de la alta presencia de gore, algunos críticos de cine han visto en la película diversos tipos de mensajes. Según palabras de los escritores Geoff Mayer y Keith Beattie: «[Braindead es] una sátira de la reprimida clase media suburbana neozelandesa de los años 50, y un psicodrama de la relación de un hijo con su madre». La sátira a la vida en Nueva Zelanda fue también mencionada por Andrew Jonhston del periódico The New York Times. Según Peter Jackson, la idea de satirizar la sociedad neozelandesa fue propuesta por el guionista Stephen Sinclair
En 2005, la revista británica Total Film la ubicó en el puesto número 45 de las mejores películas de terror. Dos años más tarde, la revista Time la eligió como una de las 25 mejores películas de terror de la historia.